# Carl von Hügel
Karl (Carl) Alexander Anselm Freiherr von Hügel ou le baron Charles von Hügel (23 avril 1795 – 2 juin 1870) est un officier de l'armée autrichienne, diplomate, botaniste et explorateur, connu pour ses voyages dans le nord de l'Inde, Ceylan, l'Australasie, les Philippines, la Tasmanie, New South Wales, la Nouvelle-Zélande et l'île de Norfolk de 1830 à 1836. Ses récoltes furent étudiées notamment par Endlicher.
À son époque, il était réputé pour son jardin botanique situé à Hietzing près de Vienne, et pour l'introduction en Europe de plantes et de fleurs d'Australie. À la demande du prince Anatole Demidoff, il créa la collection de plantes de la villa San Donato, près de Florence.
Il voyagea également en Grèce et en Égypte avec le peintre orientaliste français Prosper Marilhat, dans les Philippines et en Afrique du Sud.

## Biographie
Officier de Hussards (1813), il fonde son jardin botanique en 1824. Son jardinier en chef à Vienne durant les années 1830 est Ludwig Abel. De 1830 à 1836, il visite le Penjab et le Cachemire puis s'arrête en Australie où il crée en 1837 la Société d'horticulture impériale. 
Ambassadeur d'Autriche du Grand-Duché de Toscane à Florence (1850-1859), il devient en 1860 ambassadeur d'Autriche à Bruxelles où il finit sa vie. 
Marié à la philanthrope catholique écossaise Elizabeth Farquharson, ils ont eu trois enfants dont Friedrich von Hügel, né en 1852, qui deviendra un théologien catholique réputé, précurseur du modernisme.

## Hommages
L'espèce de bégonia Wageneria huegelii lui a été dédiée en 1855 par Johann Friedrich Klotzsch.
De même, lui sont dédiés les taxons suivants : Acacia huegelii, Alyogyne huegelii, Aulopyge huegelii, Caladenia huegelii, Calothamnus huegelii, Capillipedium huegelii, Celastrina huegelii, Conospermum huegelii, Diplopeltis huegelii, Drosera huegelii, Eranthemum huegelii, Gompholobium huegelii, Grevillea huegelii, Hibiscus huegelii, Leucolaena huegelii, Muhlenbergia huegelii, Pseuderanthemum huegelii, Schizothorax huegelii, Stackhousia huegelii, Triglochin huegelii, Verticordia huegelii, etc.

## Publication
- Travels in Kashmir, 1845